# Zollikon-seminarerne
Zollikon-seminarerne var en seminarrække afholdt mellem 1959 og 1969 af den tyske filosof Martin Heidegger hos den schweiziske psykiatriker Medard Boss i Zollikon, Schweiz. Genstanden for seminarerne var Heideggers ontologi, tilstedeværensanalyse (Daseinsanalyse) og fænomenologi i forhold til medicin, psykologi, psykoterapi og psykiatri.